# Manuel Casimiro

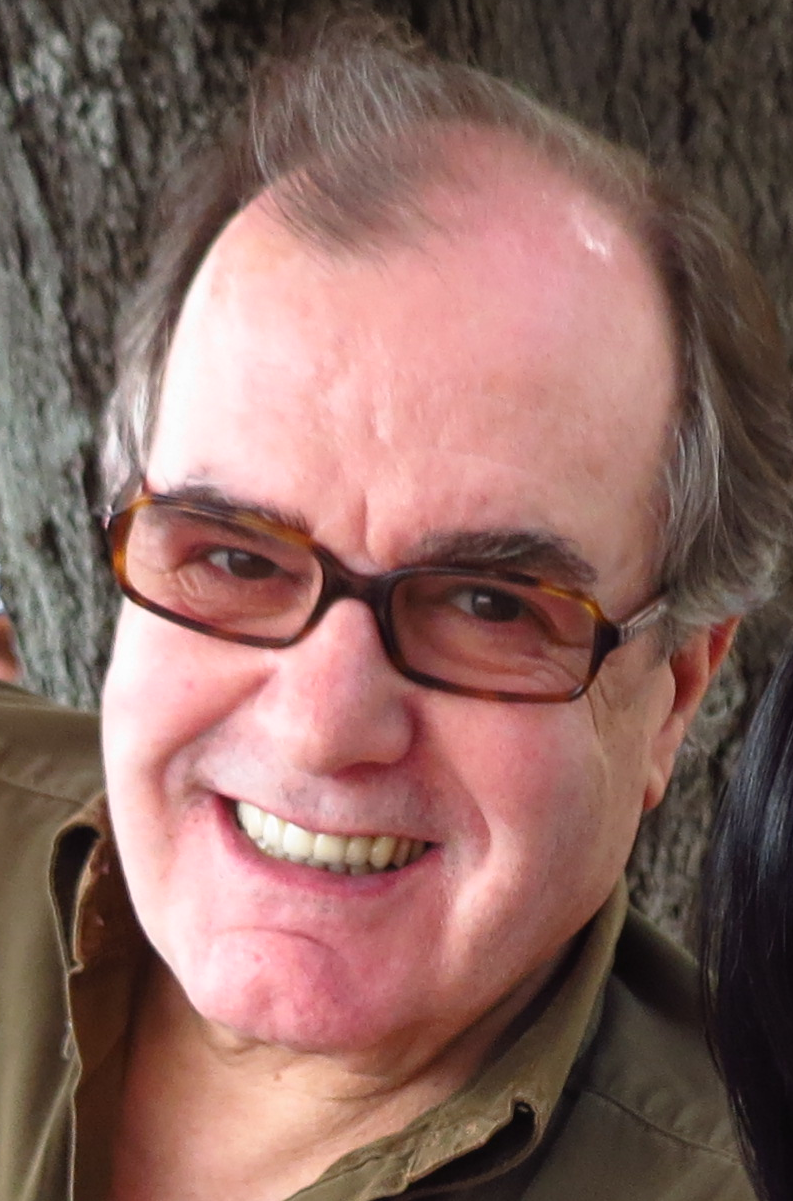
Manuel Casimiro, 2012

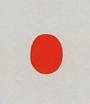
Das Ovoid

Manuel Casimiro de Oliveira (* 21. November 1941 in Porto) ist ein portugiesischer Maler, Bildhauer, Designer und Filmregisseur. Einen großen Teil seines Lebens hat er im Ausland verbracht, besonders in Nizza. Dorthin hatte er sich nach seiner Verwundung während des portugiesischen Kolonialkriegs in Angola zurückgezogen. Gegenwärtig lebt er in Porto.

## Leben
Casimiro wurde in eine wohlhabende Familie hineingeboren. Sein Vater ist der Filmregisseur Manoel de Oliveira. Casimiro entschied nach Militärdienst und Verwundung im Angolakrieg, sich vollständig der Kunst zu verschreiben. Nachdem er Portugal verlassen hatte, um im Ausland, hauptsächlich in Nizza zu leben, lebte er für viele Jahre in einer „Quasi-Armut“. Hier schloss er Freundschaften mit Vincent Descombes, Jean-François Lyotard und Michel Butor.
Im Jahr 1978 lebte er für ein Jahr in New York City, wo auch seine erste große gemeinschaftliche Ausstellung stattfand. Der Verkauf einiger Gemälde ermöglichte es ihm, einige nordeuropäische Länder zu bereisen. Ebenso verbrachte er einige Zeit in Italien, insbesondere Venedig. Dort traf und fotografierte er Peggy Guggenheim in ihrer Stiftung, kurz bevor sie im Jahr 1979 verstarb. Diese Begegnung sollte einen nachhaltigen Einfluss auf ihn haben.

## Das Ovoid
Casimiro legt Wert auf die dem Kunstwerk innewohnende Idee. Das Ovoid und sein Gebrauch bei den Eingriffen und anderen Arbeiten bietet einen Fokus, durch den das Kunstwerk neu bewertet und überdacht werden kann. Der Künstler selbst spricht nur sehr selten über das Ovoid und überlässt es dem Betrachter eine Bedeutung in der eiförmigen Gestalt zu finden.

## Ausstellungen (Auswahl)

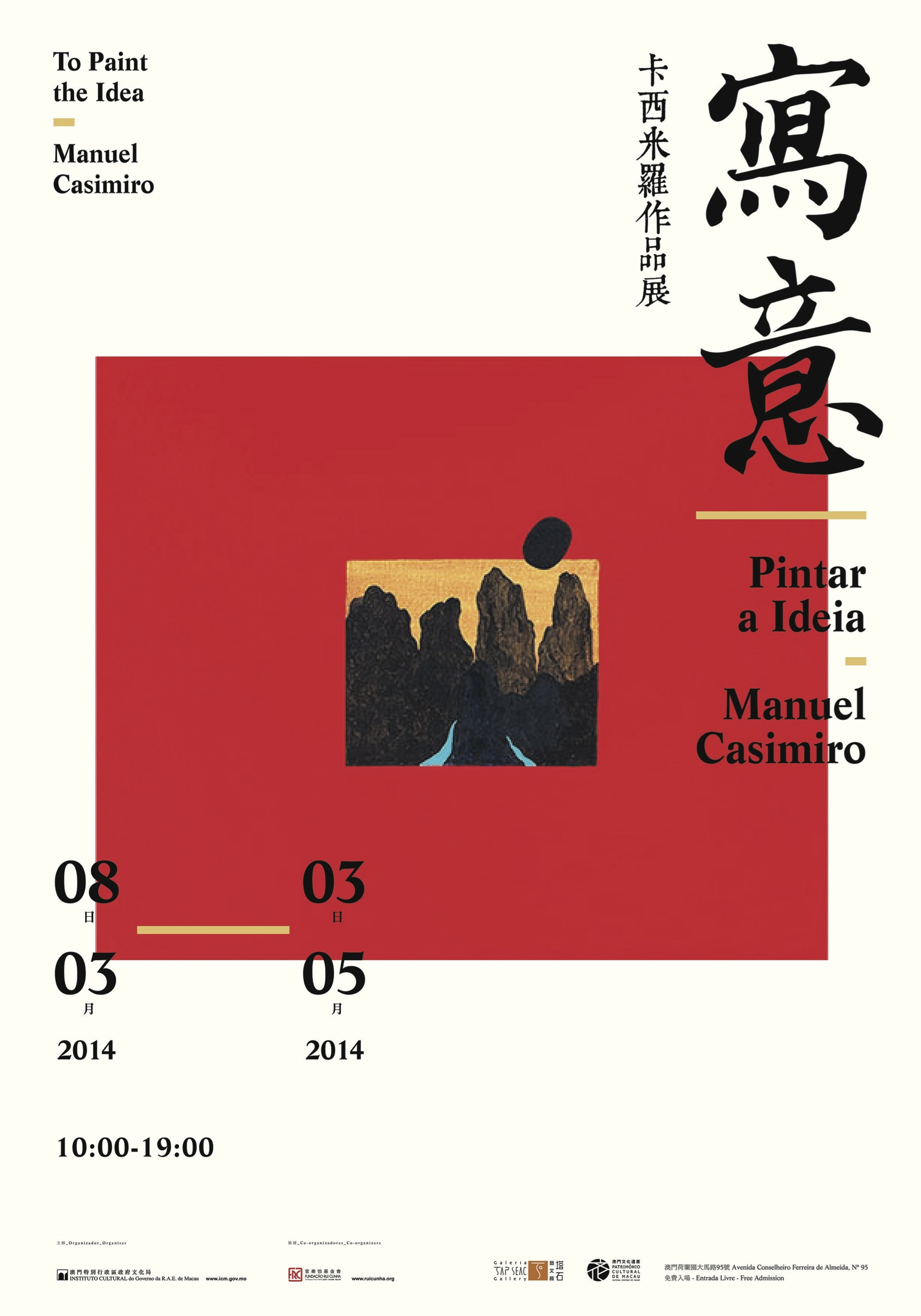
Manuel Casimiro - To Paint the Idea, Macau (2014)

- 1978: The Cooper-Hewitt Museum, New York, stellt eine Auswahl der Werke von Robert Motherwell, Douanne Michaels, David Hockney, Manuel Casimiro und vielen anderen aus. Die Gemeinschaftsausstellung findet in New York, Tokio, London, Paris, und Berlin statt. Oedipus Explaining the Enigma, ein Eingriff von Manuel Casimiro, wird gezeigt.
- 1980: Manuel Casimiro repräsentiert Frankreich bei vielfältigen internationalen Events, so z. B. beim D.A.A.D.[2] in Berlin, Deutschland für die Ausstellung Nice in Berlin, oder 1981 in São Paulo, Brasilien, im „Museum of Modern Art“ der Universität von São Paulo.
- 1986: In Nizza, Frankreich, trägt Casimiro neben Christian Boltanski, Louis James, Annette Messager und Robert Rauschenberg zur Ausstellung Peindre, Photographier bei. Bei dieser Gelegenheit entscheidet sich Casimiro zwei Eingriffe von zwei orientalischen Gemälden im Jules Cheret Museum zu machen, indem er Ovoids mit löschbarer Farbe malt.
- 1988: Das Museu Nacional de Soares dos Reis in Porto stellt eine Sammlung von Werken über portugiesische Mythen The Ghosts of King Sebastian aus. Diese Ausstellung wird auch in Bari, Italien, im Jahre 2006 gezeigt.
- 1996/1997: Das Museu Serralves[3] in Porto organisiert unter der Leitung von Jean-Hubert Martin eine Retrospektive der  Werke Manuel Casimiros mit dem Titel Manuel Casimiro 1964-1996.[4] Das Museu Serralves hat einen 145-seitigen Katalog mit Texten wichtiger kunstinteressierter Persönlichkeiten wie Michel Butor, Jean-François Lyotard, Jean-Hubert Martin, Christine Buci-Glücksmann, Giulio Giorello, Raphael Monticelli oder José Augusto França, Eduardo Lourenço, António Cerveira Pinto, Bernardo Pinto de Almeida und Agustina Bessa Luís herausgegeben. Wie an anderer Stelle vom Museu Serralves berichtet, verfügt diese Institution über mehrere Werke des Künstlers in ihrer Sammlung.
- 2002: Als Teil der Eröffnungsfeierlichkeiten Salamanca - Kulturhauptstadt 2002 werden zwei Ausstellungen organisiert: Brücken und Das imaginäre Museum.[5]
- 2003: In einer Ausstellung mit dem Namen Playing with Scales zeigt das Galician Center of Contemporary Art Fotografien, die bis ins Jahr 1972 zurückreichen und Teil des Werks City sind. Diese Bilder werden neueren Arbeiten anderer Künstler gegenübergestellt und verdeutlichen damit, obwohl schon über 30 Jahre alt, ihre Aktualität.
- 2004: Aus Anlass einer Ausstellung mit dem Titel Chocolate veröffentlicht Manuel Casimiro eine Sammlung von Texten mit dem Titel Weder alt, noch modern. In einem der Artikel kritisiert Casimiro scharf die Entwicklung des Finanzsystems, zu dem der Kunstmarkt geworden ist.[6]
- 2009: Das Centro Cultural de Belém in Lissabon stellt Caprichos aus, eine Reihe von Eingriffen von Manuel Casimiro über Goyas Werk. Michael Butor steuert einige Texte über Goya and Manuel Casimiros Schaffen bei. Sie werden neben anderen Texten von Manuel Casimiro zur Illustration der Ziele dieser Eingriffe veröffentlicht. Ebenso soll der Versuch einer Entschlüsselung des Markenzeichens des Künstlers, des Ovoid, unternommen werden.[7]
- 2014: Das „Cultural Affairs Bureau of Macao S.A.R. Government“ organisiert die Ausstellung „To Paint the Idea - Manuel Casimiro“ in der Tap Seac Gallery in Macau.

Seine Ausstellung „To Paint the Idea - Manuel Casimiro“ wurde am 8. März 2014 eröffnet und fand bis zum 3. Mai 2014 in der Tap Seac Gallery, Macau statt.